# ローリー・マクドナルド
ローリー・マクドナルド（Rory MacDonald、1989年7月22日 - ）は、カナダの男性元総合格闘家。ブリティッシュコロンビア州ケンズネル出身。トリスタージム所属。元Bellator世界ウェルター級王者。

## 来歴
6歳のときにテレビでUFCを観て格闘技に興味を持ち、14歳からトーシドーMMAで総合格闘技の練習を始め、2005年に16歳でプロデビュー。

### KOTC
2007年12月15日、KOTC Canadaライト級王座決定戦でケイジャン・ジョンソンと対戦し、TKO勝ちを収め18歳で王座獲得に成功した。
2008年11月28日、KOTC世界ライト級タイトルマッチで王者クレイ・フレンチに挑戦し、KO勝ちを収め19歳で王座獲得に成功した。

### UFC
2010年1月11日、UFC初参戦となったUFC Fight Night: Maynard vs. Diazでマイク・ガイモンと対戦し、腕ひしぎ十字固めで一本勝ち。
2010年6月12日、UFC 115でカーロス・コンディットと対戦。前半優勢に立っていたものの後半盛り返され、試合終了間際にTKO負けを喫した。キャリア初黒星を喫するもファイト・オブ・ザ・ナイトを受賞した。
2012年12月8日、UFC on FOX 5でBJ・ペンと対戦し、ボディブローを効かせる等して圧倒し、大差の判定勝ち。試合後には唯一黒星を許してしまった相手カーロス・コンディットとの再戦をアピールした。
2012年12月31日、デイヴィッド・リーからブラジリアン柔術黒帯を授与された。
2013年7月27日、UFC on FOX 8でウェルター級ランキング4位のジェイク・エレンバーガーと対戦し、判定勝ち。試合後にはUFCの代表ダナ・ホワイトから「つまらない試合だった」などと痛烈な批判を受けた。
2013年11月16日、母国カナダで開催されたUFC 167でウェルター級ランキング10位のロビー・ローラーと対戦し、1-2の判定負け。
2014年2月22日、UFC 170でウェルター級ランキング6位のデミアン・マイアと対戦。1Rにテイクダウンを取られるなど苦戦するが、2R以降盛り返して3-0の判定勝ち。ファイト・オブ・ザ・ナイトを受賞した。
2014年6月14日、UFC 174でウェルター級ランキング3位のタイロン・ウッドリーと対戦。遠い打撃でウッドリーを寄せ付けず、3Rにはテイクダウンを奪い3-0の判定勝ち。
2014年10月4日、UFC Fight Night: MacDonald vs. Saffiedineでウェルター級ランキング9位のタレック・サフィジーヌと対戦し、左アッパーでダウンを奪いパウンドでTKO勝ち。パフォーマンス・オブ・ザ・ナイトを受賞した。
2015年7月9日、リーボックとスポンサー契約を結んだ。
2015年7月11日、UFC 189のUFC世界ウェルター級タイトルマッチで王者ロビー・ローラーに挑戦し、激闘を繰り広げるも5Rに左ストレートでTKO負けを喫し王座獲得に失敗。ファイト・オブ・ザ・ナイトを受賞した。また、この試合は2015年のファイト・オブ・ザ・イヤーを受賞し、2023年にはUFC殿堂入りを果たした。
2016年6月18日、UFC Fight Night: MacDonald vs. Thompsonでウェルター級ランキング2位のスティーブン・トンプソンと対戦し、判定負け。

### Bellator
2018年1月20日、Bellator 192のBellator世界ウェルター級タイトルマッチで王者ドゥグラス・リマに挑戦し、3-0の判定勝ちを収め王座獲得に成功した。
2018年9月30日、Bellator 206のBellator世界ミドル級タイトルマッチで一階級上の王者ゲガール・ムサシに挑戦するも、2RにパウンドでTKO負けを喫し、2階級制覇はならなかった。
2019年4月27日、Bellator 220のウェルター級ワールドグランプリ準々決勝として行われたBellator世界ウェルター級タイトルマッチで挑戦者ジョン・フィッチと対戦し、判定0-1のドローで王座の初防衛に成功した。
2019年6月14日、Bellator 222のウェルター級ワールドグランプリ準決勝として行われたBellator世界ウェルター級タイトルマッチで挑戦者ネイマン・グレイシーと対戦し、3-0の判定勝ち。2度目の王座防衛に成功した。
2019年10月26日、Bellator 232のウェルター級ワールドグランプリ決勝として行われたBellator世界ウェルター級タイトルマッチで挑戦者ドゥグラス・リマと再戦し、判定負けで王座陥落するとともに、準優勝に終わった。

### PFL
2019年12月18日、PFLと契約したことが発表された。
2021年4月29日、PFL初参戦となったPFL 2でカーティス・ミレンダーと対戦し、リアネイキドチョークで1R一本勝ち。
2021年4月29日、PFL 5でグレイゾン・チバウと対戦し、1-2の判定負け。しかし、ファンの判定投票、PFL解説陣全員がマクドナルド勝利を支持し、有効打撃数やテイクダウン数でもマクドナルドが大きく上回るなど物議を醸す判定となり、マクドナルド本人も試合後記者会見で「ハードな試合だったし、グレイゾンのことはリスペクトしているが、試合は明らかに自分が勝ったと思う」と語っている。
2021年8月13日、PFL 7のウェルター級トーナメント準決勝でレイ・クーパー3世と対戦し、0-3の判定負け。
2022年8月13日、PFL 8のウェルター級トーナメント準決勝でディラノ・テイラーと対戦し、右ストレートでダウンを奪われパウンドで1RTKO負け。
2022年8月14日、総合格闘技からの引退を発表した。

## 戦績
| 総合格闘技 戦績 | 総合格闘技 戦績 | 総合格闘技 戦績 | 総合格闘技 戦績 | 総合格闘技 戦績 | 総合格闘技 戦績 | 総合格闘技 戦績 |
| --------------- | --------------- | --------------- | --------------- | --------------- | --------------- | --------------- |
| 34 試合         | (T)KO           | 一本            | 判定            | その他          | 引き分け        | 無効試合        |
| 23 勝           | 7               | 9               | 7               | 0               | 1               | 0               |
| 10 敗           | 4               | 0               | 6               | 0               | 1               | 0               |

| 勝敗 | 対戦相手                 | 試合結果                             | 大会名 | 開催年月日     |
| ×    | ディラノ・テイラー       | 1R 3:59 TKO（右ストレート→パウンド） | PFL 8 【2022年PFLウェルター級トーナメント準決勝】                                                                   | 2022年8月13日  |
| ×    | サディボウ・シ           | 5分3R終了 判定0-3                    | PFL 6 | 2022年7月1日   |
| ○    | ブレット・クーパー       | 1R 2:23 リアネイキドチョーク         | PFL 3 | 2022年5月6日   |
| ×    | レイ・クーパー3世        | 5分3R終了 判定0-3                    | PFL 7 【2021年PFLウェルター級トーナメント準決勝】                                                                   | 2021年8月13日  |
| ×    | グレイゾン・チバウ       | 5分3R終了 判定1-2                    | PFL 5 | 2021年6月17日  |
| ○    | カーティス・ミレンダー   | 1R 3:38 リアネイキドチョーク         | PFL 2 | 2021年4月29日  |
| ×    | ドゥグラス・リマ         | 5分5R終了 判定0-3                    | Bellator 232: MacDonald vs. Lima 2 【ウェルター級ワールドグランプリ決勝/Bellator世界ウェルター級タイトルマッチ】    | 2019年10月26日 |
| ○    | ネイマン・グレイシー     | 5分5R終了 判定3-0                    | Bellator 222: MacDonald vs. Gracie 【ウェルター級ワールドグランプリ準決勝/Bellator世界ウェルター級タイトルマッチ】  | 2019年6月14日  |
| △    | ジョン・フィッチ         | 5分5R終了 判定0-1                    | Bellator 220: MacDonald vs. Fitch 【ウェルター級ワールドグランプリ準々決勝/Bellator世界ウェルター級タイトルマッチ】 | 2019年4月27日  |
| ×    | ゲガール・ムサシ         | 2R 3:23 TKO（パウンド）              | Bellator 206: Mousasi vs. Macdonald 【Bellator世界ミドル級タイトルマッチ】                                          | 2018年9月30日  |
| ○    | ドゥグラス・リマ         | 5分5R終了 判定3-0                    | Bellator 192: Rampage vs. Sonnen 【Bellator世界ウェルター級タイトルマッチ】                                         | 2018年1月20日  |
| ○    | ポール・デイリー         | 2R 1:45 リアネイキドチョーク         | Bellator 179: Daley vs. MacDonald                                                                                   | 2017年5月19日  |
| ×    | スティーブン・トンプソン | 5分5R終了 判定0-3                    | UFC Fight Night: MacDonald vs. Thompson                                                                             | 2016年6月18日  |
| ×    | ロビー・ローラー         | 5R 1:00 TKO（左ストレート→パウンド） | UFC 189: Mendes vs. McGregor 【UFC世界ウェルター級タイトルマッチ】                                                  | 2015年7月11日  |
| ○    | タレック・サフィジーヌ   | 3R 1:28 TKO（左アッパー→パウンド）   | UFC Fight Night: MacDonald vs. Saffiedine                                                                           | 2014年10月4日  |
| ○    | タイロン・ウッドリー     | 5分3R終了 判定3-0                    | UFC 174: Johnson vs. Bagautinov                                                                                     | 2014年6月14日  |
| ○    | デミアン・マイア         | 5分3R終了 判定3-0                    | UFC 170: Rousey vs. McMann                                                                                          | 2014年2月22日  |
| ×    | ロビー・ローラー         | 5分3R終了 判定1-2                    | UFC 167: St-Pierre vs. Hendricks                                                                                    | 2013年11月16日 |
| ○    | ジェイク・エレンバーガー | 5分3R終了 判定3-0                    | UFC on FOX 8: Johnson vs. Moraga                                                                                    | 2013年7月27日  |
| ○    | BJ・ペン                 | 5分3R終了 判定3-0                    | UFC on FOX 5: Henderson vs. Diaz                                                                                    | 2012年12月8日  |
| ○    | チェ・ミルズ             | 2R 2:20 TKO（パウンド）              | UFC 145: Jones vs. Evans                                                                                            | 2012年4月21日  |
| ○    | マイク・パイル           | 1R 3:54 TKO（パウンド）              | UFC 133: Evans vs. Ortiz                                                                                            | 2011年8月6日   |
| ○    | ネイト・ディアス         | 5分3R終了 判定3-0                    | UFC 129: St-Pierre vs. Shields                                                                                      | 2011年4月30日  |
| ×    | カーロス・コンディット   | 3R 4:53 TKO（パウンド）              | UFC 115: Liddell vs. Franklin                                                                                       | 2010年6月12日  |
| ○    | マイク・ガイモン         | 1R 4:27 腕ひしぎ十字固め             | UFC Fight Night: Maynard vs. Diaz                                                                                   | 2010年1月11日  |
| ○    | ニック・ヒンチリフ       | 2R 2:08 KO（パンチ）                 | KOTC Canada: Disturbed                                                                                              | 2009年9月25日  |
| ○    | エルマー・ウォーターヘン | 1R 1:27 腕ひしぎ十字固め             | KOTC Canada: Island Pride                                                                                           | 2009年5月8日   |
| ○    | クレイ・フレンチ         | 2R 4:26 KO（パンチ）                 | KOTC Canada: Grinder 【KOTC世界ライト級タイトルマッチ】                                                             | 2008年11月28日 |
| ○    | ケイジャン・ジョンソン   | 3R 1:48 TKO（パンチ）                | KOTC Canada: Avalanche 【KOTC Canadaライト級王座決定戦】                                                            | 2007年12月15日 |
| ○    | ユン・ホ                 | 2R 0:19 TKO（膝蹴り）                | KOTC Canada: Icebreaker                                                                                             | 2006年11月3日  |
| ○    | クイントン・モレノ       | 1R 三角絞め                          | KOTC Canada: Insurrection                                                                                           | 2006年10月6日  |
| ○    | ジョーダン・メイン       | 1R 4:04 リアネイキドチョーク         | Rumble in the Cage 17                                                                                               | 2006年6月17日  |
| ○    | ケン・トラン             | 1R 2:33 リアネイキドチョーク         | KOTC Canada: Anarchy                                                                                                | 2006年2月11日  |
| ○    | テリー・ティアラ         | 1R 2:11 リアネイキドチョーク         | Extreme Fighting Challenge 4                                                                                        | 2005年10月15日 |

### グラップリング
| 勝敗 | 対戦相手   | 試合結果          | 大会名      | 開催年月日     |
| △    | JT・トレス | 20分終了 時間切れ | Metamoris05 | 2014年11月23日 |

## 獲得タイトル
- KOTC Canadaライト級王座（2007年）
- 第9代KOTC世界ライト級王座（2008年）
- 第6代Bellator世界ウェルター級王座（2018年）

## 表彰
- ブラジリアン柔術 黒帯
- UFC ファイト・オブ・ザ・ナイト（3回）
- UFC パフォーマンス・オブ・ザ・ナイト（1回）
- UFC ファイト・オブ・ザ・イヤー（2015年）
- UFC殿堂入り（試合部門・UFC 189）
- ベルチャー・リポート ファイト・オブ・ザ・イヤー（2015年/ロビー・ローラー戦）